# Fed Cup 2012 – blok B 2. skupiny Americké zóny
Blok B 2. skupiny Americké zóny Fed Cupu 2012 představoval jednu ze dvou podskupin 2. skupiny. Hrálo se mezi 16. až 20. dubnem v areálu Club San Javier mexického města Guadalajara, a to na otevřených antukových dvorcích. 
Pět týmů se utkalo ve vzájemných zápasech. Dvě nejvýše umístěná mužstva sehrála v následné baráži zápas s dvěma prvními týmy bloku A o účast v 1. skupině Americké zóny pro rok 2013. Družstva, která se umístila na třetím a čtvrtém místě nastoupila k utkáním proti stejně postaveným týmům v bloku A o konečné pořadí ve 2. skupině Americké zóny. Pátá Kostarika pak skončila na poslední deváté příčce 2. skupiny. 

## Tabulka týmů bloku B
|     |           | Chile | Mexiko | Portoriko | Uruguay | Kostarika | Zápasy V/P | Sety V/P | Hry V/P | Pořadí |
| 49. | ' Chile   |       | 3–0    | 2–1       | 3–0     | 3–0       | 4–0        | 23–4     | 153–70  | 1.     |
| 57. | Mexiko    | 0–3   |        | 2–1       | 3–0     | 3–0       | 3–1        | 17–9     | 127–87  | 2.     |
| 64. | Portoriko | 1–2   | 1–2    |           | 2–1     | 3–0       | 2–2        | 15–12    | 130–126 | 3.     |
| 65. | Uruguay   | 0–3   | 0–3    | 1–2       |         | 2–1       | 1–3        | 7–18     | 81–130  | 4.     |
| 74. | Kostarika | 0–3   | 0–3    | 0–3       | 1–2     |           | 0–4        | 3–22     | 68–146  | 5.     |

- V/P – výhry/prohry

## Vzájemné zápasy

### Mexiko vs. Kostarika
| | Mexiko | 3 :                                                                                 | 0   | Kostarika |    |  |
| --- | ------ | ----------------------------------------------------------------------------------- | --- | --------- | -- |  |
| Club San Javier, Guadalajara, Mexiko 16. dubna 2012 antuka (venku) |        |                                                                                     |     |           |    |  |
| \| \| \| \| 1. \| 2. \| 3. \| \| \| -- \| \| ----------------------------------------------------------------------------------- \| --- \| --- \| -- \| \| \| 1. \| \| Marcela Zacaríasová Mariela Haugová \| 6 4 \| 6 1 \| \| \| \| 2. \| \| Ana Sofía Sánchezová Ximena Minová \| 6 2 \| 7 5 \| \| \| \| 3. \| \| Carolina Betancourtová / Ana Paula de la Peñaová Mariela Haugová / Juli Raventósová \| 6 3 \| 6 4 \| \| \| \| \| \| \| \| \| \| \| \| \| \| \| \| \| \| \| \| \| \| \| \| \| \| \| \| \| \| \| \| \| \| \| \| \| \| \| \| \| \| \| |        |                                                                                     |     |           |    |  |
| |        |                                                                                     | 1.  | 2.        | 3. |  |
| 1. |        | Marcela Zacaríasová Mariela Haugová                                                 | 6 4 | 6 1       |    |  |
| 2. |        | Ana Sofía Sánchezová Ximena Minová                                                  | 6 2 | 7 5       |    |  |
| 3. |        | Carolina Betancourtová / Ana Paula de la Peñaová Mariela Haugová / Juli Raventósová | 6 3 | 6 4       |    |  |
| |        |                                                                                     |     |           |    |  |
| |        |                                                                                     |     |           |    |  |
| |        |                                                                                     |     |           |    |  |
| |        |                                                                                     |     |           |    |  |
| |        |                                                                                     |     |           |    |  |

### Portoriko vs. Uruguay
| | Portoriko | 2 :                                                                                     | 1    | Uruguay |    |  |
| --- | --------- | --------------------------------------------------------------------------------------- | ---- | ------- | -- |  |
| Club San Javier, Guadalajara, Mexiko 16. dubna 2012 antuka (venku) |           |                                                                                         |      |         |    |  |
| \| \| \| \| 1. \| 2. \| 3. \| \| \| -- \| \| --------------------------------------------------------------------------------------- \| ---- \| --- \| -- \| \| \| 1. \| \| Yolimar Ogandová Ana Lucía Migliariniová de Leónová \| 1 6 \| 3 6 \| \| \| \| 2. \| \| Mónica Puigová Sara Quirogaová \| 7 65 \| 6 3 \| \| \| \| 3. \| \| Yolimar Ogandová / Mónica Puigová Ana Lucía Migliariniová de Leónová / Virginia Sadiová \| 7 65 \| 6 3 \| \| \| \| \| \| \| \| \| \| \| \| \| \| \| \| \| \| \| \| \| \| \| \| \| \| \| \| \| \| \| \| \| \| \| \| \| \| \| \| \| \| \| |           |                                                                                         |      |         |    |  |
| |           |                                                                                         | 1.   | 2.      | 3. |  |
| 1. |           | Yolimar Ogandová Ana Lucía Migliariniová de Leónová                                     | 1 6  | 3 6     |    |  |
| 2. |           | Mónica Puigová Sara Quirogaová                                                          | 7 65 | 6 3     |    |  |
| 3. |           | Yolimar Ogandová / Mónica Puigová Ana Lucía Migliariniová de Leónová / Virginia Sadiová | 7 65 | 6 3     |    |  |
| |           |                                                                                         |      |         |    |  |
| |           |                                                                                         |      |         |    |  |
| |           |                                                                                         |      |         |    |  |
| |           |                                                                                         |      |         |    |  |
| |           |                                                                                         |      |         |    |  |

### Chile vs. Mexiko
| | Chile | 3 :                                                                                     | 0   | Mexiko |     |  |
| --- | ----- | --------------------------------------------------------------------------------------- | --- | ------ | --- |  |
| Club San Javier, Guadalajara, Mexiko 17. dubna 2012 antuka (venku) |       |                                                                                         |     |        |     |  |
| \| \| \| \| 1. \| 2. \| 3. \| \| \| -- \| \| --------------------------------------------------------------------------------------- \| --- \| --- \| --- \| \| \| 1. \| \| Cecilia Costa Melgarová Carolina Betancourtová \| 6 0 \| 6 1 \| \| \| \| 2. \| \| Andrea Kochová-Benvenutová Ana Sofía Sánchezová \| 6 3 \| 6 1 \| \| \| \| 3. \| \| Cecilia Costa Melgarová / Camila Silvaová Ana Paula de la Peñaová / Marcela Zacaríasová \| 1 6 \| 6 4 \| 6 3 \| \| \| \| \| \| \| \| \| \| \| \| \| \| \| \| \| \| \| \| \| \| \| \| \| \| \| \| \| \| \| \| \| \| \| \| \| \| \| \| \| \| |       |                                                                                         |     |        |     |  |
| |       |                                                                                         | 1.  | 2.     | 3.  |  |
| 1. |       | Cecilia Costa Melgarová Carolina Betancourtová                                          | 6 0 | 6 1    |     |  |
| 2. |       | Andrea Kochová-Benvenutová Ana Sofía Sánchezová                                         | 6 3 | 6 1    |     |  |
| 3. |       | Cecilia Costa Melgarová / Camila Silvaová Ana Paula de la Peñaová / Marcela Zacaríasová | 1 6 | 6 4    | 6 3 |  |
| |       |                                                                                         |     |        |     |  |
| |       |                                                                                         |     |        |     |  |
| |       |                                                                                         |     |        |     |  |
| |       |                                                                                         |     |        |     |  |
| |       |                                                                                         |     |        |     |  |

### Portoriko vs. Kostarika
| | Portoriko | 3 :                                                                  | 0   | Kostarika |     |  |
| --- | --------- | -------------------------------------------------------------------- | --- | --------- | --- |  |
| Club San Javier, Guadalajara, Mexiko 17. dubna 2012 antuka (venku) |           |                                                                      |     |           |     |  |
| \| \| \| \| 1. \| 2. \| 3. \| \| \| -- \| \| -------------------------------------------------------------------- \| --- \| ---- \| --- \| \| \| 1. \| \| Ana Sofía Corderová Mariela Haugová \| 3 6 \| 7 64 \| 6 4 \| \| \| 2. \| \| Mónica Puigová Ximena Minová \| 6 1 \| 6 0 \| \| \| \| 3. \| \| Yolimar Ogandová / Mónica Puigová Mariela Haugová / Juli Raventósová \| 6 3 \| 6 1 \| \| \| \| \| \| \| \| \| \| \| \| \| \| \| \| \| \| \| \| \| \| \| \| \| \| \| \| \| \| \| \| \| \| \| \| \| \| \| \| \| \| \| |           |                                                                      |     |           |     |  |
| |           |                                                                      | 1.  | 2.        | 3.  |  |
| 1. |           | Ana Sofía Corderová Mariela Haugová                                  | 3 6 | 7 64      | 6 4 |  |
| 2. |           | Mónica Puigová Ximena Minová                                         | 6 1 | 6 0       |     |  |
| 3. |           | Yolimar Ogandová / Mónica Puigová Mariela Haugová / Juli Raventósová | 6 3 | 6 1       |     |  |
| |           |                                                                      |     |           |     |  |
| |           |                                                                      |     |           |     |  |
| |           |                                                                      |     |           |     |  |
| |           |                                                                      |     |           |     |  |
| |           |                                                                      |     |           |     |  |

### Chile vs. Portoriko
| | Chile | 2 :                                                                            | 1    | Portoriko |     |  |
| --- | ----- | ------------------------------------------------------------------------------ | ---- | --------- | --- |  |
| Club San Javier, Guadalajara, Mexiko 18. dubna 2012 antuka (venku) |       |                                                                                |      |           |     |  |
| \| \| \| \| 1. \| 2. \| 3. \| \| \| -- \| \| ------------------------------------------------------------------------------ \| ---- \| ---- \| --- \| \| \| 1. \| \| Cecilia Costa Melgarová Yolimar Ogandová \| 6 2 \| 6 2 \| \| \| \| 2. \| \| Andrea Kochová-Benvenutová Mónica Puigová \| 7 60 \| 61 7 \| 1 6 \| \| \| 3. \| \| Cecilia Costaová Melgarová / Camila Silvaová Yolimar Ogandová / Mónica Puigová \| 7 60 \| 6 2 \| \| \| \| \| \| \| \| \| \| \| \| \| \| \| \| \| \| \| \| \| \| \| \| \| \| \| \| \| \| \| \| \| \| \| \| \| \| \| \| \| \| \| |       |                                                                                |      |           |     |  |
| |       |                                                                                | 1.   | 2.        | 3.  |  |
| 1. |       | Cecilia Costa Melgarová Yolimar Ogandová                                       | 6 2  | 6 2       |     |  |
| 2. |       | Andrea Kochová-Benvenutová Mónica Puigová                                      | 7 60 | 61 7      | 1 6 |  |
| 3. |       | Cecilia Costaová Melgarová / Camila Silvaová Yolimar Ogandová / Mónica Puigová | 7 60 | 6 2       |     |  |
| |       |                                                                                |      |           |     |  |
| |       |                                                                                |      |           |     |  |
| |       |                                                                                |      |           |     |  |
| |       |                                                                                |      |           |     |  |
| |       |                                                                                |      |           |     |  |

### Uruguay vs. Kostarika
| | Uruguay | 2 :                                                                        | 1   | Kostarika |    |  |
| --- | ------- | -------------------------------------------------------------------------- | --- | --------- | -- |  |
| Club San Javier, Guadalajara, Mexiko 18. dubna 2012 antuka (venku) |         |                                                                            |     |           |    |  |
| \| \| \| \| 1. \| 2. \| 3. \| \| \| -- \| \| -------------------------------------------------------------------------- \| --- \| --- \| -- \| \| \| 1. \| \| Ana Lucía Migliariniová de Leónová Juli Raventósová \| 6 3 \| 6 1 \| \| \| \| 2. \| \| Sara Quirogaová Ximena Minová \| 6 3 \| 6 3 \| \| \| \| 3. \| \| María José Pintosová / Virginia Sadiová Mariela Haugová / Juli Raventósová \| 4 6 \| 5 7 \| \| \| \| \| \| \| \| \| \| \| \| \| \| \| \| \| \| \| \| \| \| \| \| \| \| \| \| \| \| \| \| \| \| \| \| \| \| \| \| \| \| \| |         |                                                                            |     |           |    |  |
| |         |                                                                            | 1.  | 2.        | 3. |  |
| 1. |         | Ana Lucía Migliariniová de Leónová Juli Raventósová                        | 6 3 | 6 1       |    |  |
| 2. |         | Sara Quirogaová Ximena Minová                                              | 6 3 | 6 3       |    |  |
| 3. |         | María José Pintosová / Virginia Sadiová Mariela Haugová / Juli Raventósová | 4 6 | 5 7       |    |  |
| |         |                                                                            |     |           |    |  |
| |         |                                                                            |     |           |    |  |
| |         |                                                                            |     |           |    |  |
| |         |                                                                            |     |           |    |  |
| |         |                                                                            |     |           |    |  |

### Chile vs. Uruguay
| | Chile | 3 :                                                                               | 0   | Uruguay |     |  |
| --- | ----- | --------------------------------------------------------------------------------- | --- | ------- | --- |  |
| Club San Javier, Guadalajara, Mexiko 19. dubna 2012 antuka (venku) |       |                                                                                   |     |         |     |  |
| \| \| \| \| 1. \| 2. \| 3. \| \| \| -- \| \| --------------------------------------------------------------------------------- \| --- \| --- \| --- \| \| \| 1. \| \| Cecilia Costaová Melgarová Ana Lucía Migliariniová de Leónová \| 5 7 \| 6 3 \| 6 2 \| \| \| 2. \| \| Andrea Kochová-Benvenutová María José Pintosová \| 6 1 \| 6 0 \| \| \| \| 3. \| \| Cecilia Costaová Melgarová / Camila Silva María José Pintosová / Virginia Sadiová \| 6 1 \| 6 0 \| \| \| \| \| \| \| \| \| \| \| \| \| \| \| \| \| \| \| \| \| \| \| \| \| \| \| \| \| \| \| \| \| \| \| \| \| \| \| \| \| \| \| |       |                                                                                   |     |         |     |  |
| |       |                                                                                   | 1.  | 2.      | 3.  |  |
| 1. |       | Cecilia Costaová Melgarová Ana Lucía Migliariniová de Leónová                     | 5 7 | 6 3     | 6 2 |  |
| 2. |       | Andrea Kochová-Benvenutová María José Pintosová                                   | 6 1 | 6 0     |     |  |
| 3. |       | Cecilia Costaová Melgarová / Camila Silva María José Pintosová / Virginia Sadiová | 6 1 | 6 0     |     |  |
| |       |                                                                                   |     |         |     |  |
| |       |                                                                                   |     |         |     |  |
| |       |                                                                                   |     |         |     |  |
| |       |                                                                                   |     |         |     |  |
| |       |                                                                                   |     |         |     |  |

### Mexiko vs. Portoriko
| | Mexiko | 2 :                                                                             | 1   | Portoriko |     |  |
| --- | ------ | ------------------------------------------------------------------------------- | --- | --------- | --- |  |
| Club San Javier, Guadalajara, Mexiko 19. dubna 2012 antuka (venku) |        |                                                                                 |     |           |     |  |
| \| \| \| \| 1. \| 2. \| 3. \| \| \| -- \| \| ------------------------------------------------------------------------------- \| --- \| --- \| --- \| \| \| 1. \| \| Marcela Zacaríasová Yolimar Ogandová \| 6 2 \| 6 1 \| \| \| \| 2. \| \| Ana Sofía Sánchezová Mónica Puigová \| 3 6 \| 5 7 \| \| \| \| 3. \| \| Ana Paula de la Peñaová / Marcela Zacaríasová Yolimar Ogandová / Mónica Puigová \| 6 2 \| 3 6 \| 7 5 \| \| \| \| \| \| \| \| \| \| \| \| \| \| \| \| \| \| \| \| \| \| \| \| \| \| \| \| \| \| \| \| \| \| \| \| \| \| \| \| \| \| |        |                                                                                 |     |           |     |  |
| |        |                                                                                 | 1.  | 2.        | 3.  |  |
| 1. |        | Marcela Zacaríasová Yolimar Ogandová                                            | 6 2 | 6 1       |     |  |
| 2. |        | Ana Sofía Sánchezová Mónica Puigová                                             | 3 6 | 5 7       |     |  |
| 3. |        | Ana Paula de la Peñaová / Marcela Zacaríasová Yolimar Ogandová / Mónica Puigová | 6 2 | 3 6       | 7 5 |  |
| |        |                                                                                 |     |           |     |  |
| |        |                                                                                 |     |           |     |  |
| |        |                                                                                 |     |           |     |  |
| |        |                                                                                 |     |           |     |  |
| |        |                                                                                 |     |           |     |  |

### Chile vs. Kostarika
| | Chile | 3 :                                                                             | 0   | Kostarika |    |  |
| --- | ----- | ------------------------------------------------------------------------------- | --- | --------- | -- |  |
| Club San Javier, Guadalajara, Mexiko 20. dubna 2012 antuka (venku) |       |                                                                                 |     |           |    |  |
| \| \| \| \| 1. \| 2. \| 3. \| \| \| -- \| \| ------------------------------------------------------------------------------- \| --- \| --- \| -- \| \| \| 1. \| \| Cecilia Costa Melgarová Mariela Haugová \| 6 0 \| 6 0 \| \| \| \| 2. \| \| Andrea Koch-Benvenutová Ximena Minová \| 6 0 \| 6 4 \| \| \| \| 3. \| \| Cecilia Costaová Melgarová / Camila Silvaová Mariela Haugová / Juli Raventósová \| 6 1 \| 6 2 \| \| \| \| \| \| \| \| \| \| \| \| \| \| \| \| \| \| \| \| \| \| \| \| \| \| \| \| \| \| \| \| \| \| \| \| \| \| \| \| \| \| \| |       |                                                                                 |     |           |    |  |
| |       |                                                                                 | 1.  | 2.        | 3. |  |
| 1. |       | Cecilia Costa Melgarová Mariela Haugová                                         | 6 0 | 6 0       |    |  |
| 2. |       | Andrea Koch-Benvenutová Ximena Minová                                           | 6 0 | 6 4       |    |  |
| 3. |       | Cecilia Costaová Melgarová / Camila Silvaová Mariela Haugová / Juli Raventósová | 6 1 | 6 2       |    |  |
| |       |                                                                                 |     |           |    |  |
| |       |                                                                                 |     |           |    |  |
| |       |                                                                                 |     |           |    |  |
| |       |                                                                                 |     |           |    |  |
| |       |                                                                                 |     |           |    |  |

### Mexiko vs. Uruguay
| | Mexiko | 3 :                                                                                     | 0   | Uruguay |    |  |
| --- | ------ | --------------------------------------------------------------------------------------- | --- | ------- | -- |  |
| Club San Javier, Guadalajara, Mexiko 20. dubna 2012 antuka (venku) |        |                                                                                         |     |         |    |  |
| \| \| \| \| 1. \| 2. \| 3. \| \| \| -- \| \| --------------------------------------------------------------------------------------- \| --- \| --- \| -- \| \| \| 1. \| \| Marcela Zacaríasová Sara Quirogaová \| 6 1 \| 6 0 \| \| \| \| 2. \| \| Ana Sofía Sánchezová María José Pintosová \| 6 0 \| 6 1 \| \| \| \| 3. \| \| Carolina Betancourtová / Ana Paula de la Peñaová María José Pintosová / Sara Quirogaová \| 6 0 \| 6 2 \| \| \| \| \| \| \| \| \| \| \| \| \| \| \| \| \| \| \| \| \| \| \| \| \| \| \| \| \| \| \| \| \| \| \| \| \| \| \| \| \| \| \| |        |                                                                                         |     |         |    |  |
| |        |                                                                                         | 1.  | 2.      | 3. |  |
| 1. |        | Marcela Zacaríasová Sara Quirogaová                                                     | 6 1 | 6 0     |    |  |
| 2. |        | Ana Sofía Sánchezová María José Pintosová                                               | 6 0 | 6 1     |    |  |
| 3. |        | Carolina Betancourtová / Ana Paula de la Peñaová María José Pintosová / Sara Quirogaová | 6 0 | 6 2     |    |  |
| |        |                                                                                         |     |         |    |  |
| |        |                                                                                         |     |         |    |  |
| |        |                                                                                         |     |         |    |  |
| |        |                                                                                         |     |         |    |  |
| |        |                                                                                         |     |         |    |  |